# Адміністративний поділ Венесуели

Штати Венесуели.

Венесуела поділяється на 23 штати (ісп. Estados), столичний округ, який належить до міста Каракас, і Федеральні Залежні території (спеціальні території), які входять до дев'яти адміністративних регіонів які були створені в 1969 році президентським указом.
Венесуела поділяється на 335 муніципалітети (ісп. municipios), які в свою чергу розділяються на більш ніж одну тисячу парафій (ісп. parroquias). Крім того, Венесуела має історичні претензії на території Гаяни на захід річки Ессекібо, площа яких становить близько 159.500 квадратних кілометрів (61 583 квадратних миль).

## Штати Венесуели
| №  | Назва                             | Прапор | Герб | Адміністративний центр                             | Площа, км² | Відсоток від загальної площі | Населення, (2010) чол. | Щільність населення, чол./км² | На мапі / регіон                                          |
| -- | --------------------------------- | ------ | ---- | -------------------------------------------------- | ---------- | ---------------------------- | ---------------------- | ----------------------------- | --------------------------------------------------------- |
| 1  | Амасонас ісп. Amazonas            |        |      | Пуерто-Аякучо ісп. Puerto Ayacucho                 | 180 145    | 19,65 %                      | 142 200                | 0,79                          | Гвіана                                                    |
| 2  | Ансоатегі ісп. Anzoátegui         |        |      | Барселона ісп. Barcelona                           | 43 300     | 4,72 %                       | 1 654 900              | 34,13                         | Північно-Східний                                          |
| 3  | Апуре ісп. Apure                  |        |      | Сан-Фернандо-де-Апуре ісп. San Fernando de Apure   | 76 500     | 8,35 %                       | 499 900                | 6,19                          | Льянос муніципалітет Паес (ісп. Páez) в Андському регіоні |
| 4  | Арагуа ісп. Aragua                |        |      | Маракай ісп. Maracay                               | 7 014      | 0,77 %                       | 1 665 200              | 237,41                        | Центральний                                               |
| 5  | Баринас ісп. Barinas              |        |      | Баринас ісп. Barinas                               | 35 200     | 3,85 %                       | 756 600                | 21,49                         | Андський                                                  |
| 6  | Болівар ісп. Bolívar              |        |      | Сьюдад-Болівар ісп. Ciudad Bolívar                 | 238 000    | 25,96 %                      | 1 852 800              | 6,45                          | Гвіана                                                    |
| 7  | Карабобо ісп. Carabobo            |        |      | Валенсія ісп. Valencia                             | 4650       | 0,51 %                       | 2 531 000              | 478,92                        | Центральний                                               |
| 8  | Кохедес ісп. Cojedes              |        |      | Сан-Карлос ісп. San Carlos                         | 14 800     | 1,61 %                       | 340 300                | 20,29                         | Центральний                                               |
| 9  | Дельта-Амакуро ісп. Delta Amacuro |        |      | Тукупіта ісп. Tucupita                             | 40 200     | 4,39 %                       | 159 700                | 3,80                          | Гвіана                                                    |
| 10 | Фалькон ісп. Falcón               |        |      | Коро ісп. Coro                                     | 24 800     | 2,71 %                       | 961 500                | 36,35                         | Центрально-західний                                       |
| 11 | Гуаріко ісп. Guárico              |        |      | Сан-Хуан-де-лос-Моррос ісп. San Juan De Los Morros | 64 986     | 7,09 %                       | 745 100 2,71 %         | 11,47                         | Льянос                                                    |
| 12 | Лара ісп. Lara                    |        |      | Баркісімето ісп. Barquisimeto                      | 19 800     | 2,16 %                       | 1 999 100              | 90,66                         | Центрально-західний                                       |
| 13 | Мерида ісп. Mérida                |        |      | Мерида ісп. Mérida                                 | 11 300     | 1,23 %                       | 895 800                | 74,67                         | Андський                                                  |
| 14 | Міранда ісп. Miranda              |        |      | Лос-Текес ісп. Los Teques                          | 7 950      | 0,87 %                       | 3 010 900              | 359,48                        | Столичний                                                 |
| 15 | Монагас ісп. Monagas              |        |      | Матурін ісп. Maturín                               | 28 900     | 3,15 %                       | 999 300                | 29,60                         | Північно-східний                                          |
| 16 | Нуева-Еспарта ісп. Nueva Esparta  |        |      | Ла-Асунсьйон ісп. La Asunción                      | 1 150      | 0,13 %                       | 508 900                | 379,91                        | Острівний                                                 |
| 17 | Португеса ісп. Portuguesa         |        |      | Гуанаре ісп. Guanare                               | 15 200     | 1,66 %                       | 919 400                | 57,46                         | Центрально-західний                                       |
| 18 | Сукре ісп. Sucre                  |        |      | Кумана ісп. Cumaná                                 | 11 800     | 1,29 %                       | 945 600                | 77,68                         | Північно-східний                                          |
| 19 | Тачира ісп. Táchira               |        |      | Сан-Кристобаль ісп. San Cristóbal                  | 11 100     | 1,21 %                       | 1 225 300              | 106,06                        | Андський                                                  |
| 20 | Трухільйо ісп. Trujillo           |        |      | Трухільйо ісп. Trujillo                            | 7 400      | 0,81 %                       | 747 400                | 96,14                         | Андський                                                  |
| 21 | Яракуй ісп. Yaracuy               |        |      | Сан-Феліпе ісп. San Felipe                         | 7 100      | 0,77 %                       | 640 700                | 84,18                         | Центрально-західний                                       |
| 22 | Варгас ісп. Vargas                |        |      | Ла-Гуайра ісп. La Güaira                           | 1 496      | 0,16 %                       | 337 900                | 222,53                        | Столичний                                                 |
| 23 | Сулія ісп. Zulia                  |        |      | Маракайбо ісп. Maracaibo                           | 63 100     | 6,88 %                       | 4 020 200              | 57,37                         | Суліан                                                    |

## Території зі спеціальним статусом
| Назва                                               | Прапор | Герб | Адміністративний центр                                                                 | Площа, км² | Відсоток від загальної площі | Населення, (2010) чол. | Щільність населення, чол./км² | На мапі / регіон |
| --------------------------------------------------- | ------ | ---- | -------------------------------------------------------------------------------------- | ---------- | ---------------------------- | ---------------------- | ----------------------------- | ---------------- |
| Федеральні володіння ісп. Dependencias Federales    |        |      | архіпелаг Лос-Рокес ісп. archipiélago de Los Roques (фактично управляються з Каракасу) | 342        | 0,04 %                       | 2 155                  | 6,56                          | Острівний        |
| Федеральний (столичний) округ ісп. Distrito Capital |        |      | Каракас ісп. Caracas                                                                   | 433        | 0,05 %                       | 2 097 400              | 4816,40                       | Столичний        |